# Kepler-114c
Kepler-114c es un planeta extrasolar que forma parte de un sistema planetario formado por al menos tres planetas. Orbita la estrella denominada Kepler-114. Fue descubierto en el año 2013 por la sonda Kepler por medio de tránsito astronómico.